# Dinar
Pour les articles homonymes, voir Dinar (homonymie).
Pour l’article ayant un titre homophone, voir Dinard.

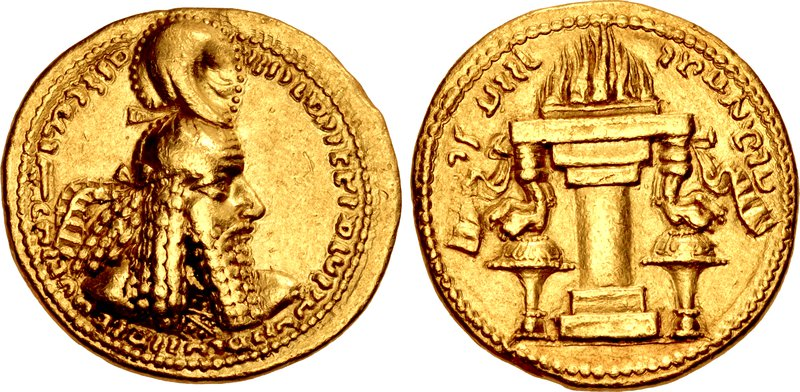
Double dēnār d'or sassanide de Ardachir Ier, frappé vers 233-238.

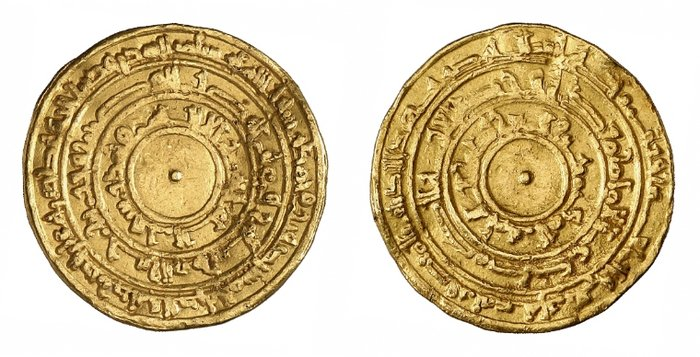
Dinar fatimide en or (4,14 g) frappé en 944 sous le règne d'Al-Muizz li-Dîn Allah.

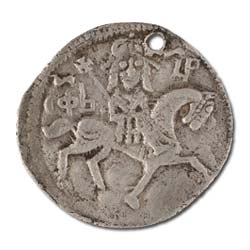
Dinar de 1346 de l'empereur Stefan Uroš IV Dušan (source : Banque nationale de Serbie).

Dinar est le nom de la monnaie de plusieurs pays.
Le mot dinar dérive du latin dēnārius (« qui contient dix »). Il s’agissait en fait à l'origine d'une ancienne monnaie romaine en argent, le denier, denarius en latin (denarii au pluriel, la pièce étant équivalente à dix as). Ce fut longtemps une pièce en argent métal, son poids allant de 4 g à l'origine sous la République romaine, pour finir au fil des siècles, à 1 g, en billon, puis en cuivre. Sous l'empereur Auguste, son pouvoir d'achat était important.
Le mot a été employé dans plusieurs langues dont le grec, le moyen-persan (le dēnār des Sassanides), l'arabe, et il est cité dans le Coran. Vers le VIIIe siècle est frappé le dinar or (arabe : ﺩﻳﻨﺎﺭ), sous la dynastie omeyyade, d'un poids de 4,25 g. La monnaie va se répandre dans tout le bassin méditerranéen. En France, les premiers deniers d'argent remontent à Charlemagne.
On retrouve ainsi en espagnol le mot dinero, lequel désigne aujourd'hui la monnaie, l'argent au sens générique, et anciennement la pièce d'argent à partir du XIIe siècle, de même qu'en portugais, avec dinheiro. En Serbie, des dinars en argent sont frappés dès 1212. Sous Saint Louis, le mot denier fait son apparition en langue vernaculaire.

## Unités monétaires actuelles
Les différentes monnaies portant ce nom sont aujourd’hui :
- le dinar algérien en Algérie, depuis 1964 ;
- le dinar bahreïnien au Bahreïn, depuis 1965 ;
- le dinar irakien en Irak, depuis 1931 ;
- le dinar jordanien en Jordanie, depuis 1949 ;
- le dinar koweïtien au Koweït, depuis 1961 ;
- le dinar libyen en Libye, depuis 1971 ;
- le dinar serbe en Serbie, depuis 1214 ;
- le dinar tunisien en Tunisie, depuis 1958.

En Iran, un dinar est la 100e partie d'un rial.
À ces monnaies, on peut ajouter une variante, de même étymologie :
- le denar macédonien en Macédoine du Nord, depuis 1993.

## Unités monétaires désuètes
- Le dinar alaouite au Maroc.
- Le dinar croate en Croatie.
- Le dinar yougoslave en Yougoslavie.
- Le dinar soudanais (1992-2007) au Soudan.